# Open Organic Chemistry Journal
Open Organic Chemistry Journal (abrégé en Open Org. Chem. J.) est une revue scientifique à comité de lecture qui publie des articles en libre accès de recherche dans le domaine de la chimie organique.
L'actuel directeur de publication est Istvan Hermecz (Université de technologies et de gestion de Budapest, Hongrie).